# Susanna Rowson

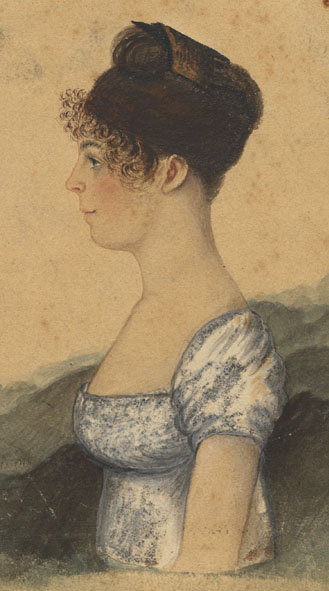
Susanna Rowson.

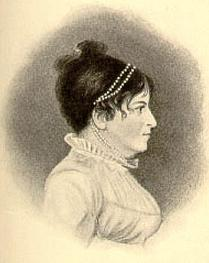
Susanna Rowson in haar latere leven.

Susanna Rowson, geboren als Haswell (Portsmouth, 1762 - Boston, 2 maart 1824) was een Brits-Amerikaanse roman- en toneelschrijfster, dichteres, actrice en onderwijzeres. Ze was lid van het theatergezelschap van Thomas Wignell. Ze is ook de auteur van Charlotte Temple. Dit was de best verkochte roman in de geschiedenis van de Amerikaanse literatuur totdat in 1852 De negerhut van Oom Tom verscheen.

## Biografie
Susanna Rowson was de dochter van William Haswell, een luitenant bij de Royal Navy, en diens eerste vrouw Susanna Musgrave die enkele dagen na de geboorte van Susanna overleed. Susanna's vader vestigde zich als douanebeambte in Boston en trouwde opnieuw met Rachel Woodward, waarna hij met zijn dochter naar Massachusetts vertrok. Bij de aankomst in 1767 liep het schip op Lovells Island in de haven van Boston tegen de grond, waarna de bemanning pas dagen later kon worden gered.
Susanna woonde de eerste tijd daarna in Hull. Bij het uitbreken van de Amerikaanse Onafhankelijkheidsoorlog werd Susanna's vader onder huisarrest geplaatst, waarna de familie landinwaarts verhuisde naar Hingham en Abinton. Na een gevangenenruil in 1778 werd de familie via Halifax naar Engeland gestuurd, waar ze zich vestigden nabij Kingston upon Hull. Doordat al hun Amerikaanse bezit werd geconfisqueerd leefden ze in relatieve armoede. Susanna hielp door als gouvernante te werken.
Susanna's eerste roman, Victoria, kwam uit in 1786 en was gewijd aan Georgiana Cavendish. In datzelfde jaar trouwde Susanna met William Rowson, en in 1791 verscheen haar bestseller. Nadat het bedrijf van haar man failliet was gegaan legden zowel hij als Susanna zich toe op het acteren.
In 1793 keerde Susanna terug naar Amerika en trad op in Philadelphia. In de jaren daarna schreef ze onder meer een roman, een opera en een muzikale klucht over de Whiskeyopstand. In 1796 verhuisde ze met haar man naar Boston en trad samen met hem op in het Federal Street Theatre.
De jaren daarna stopte ze met toneelspelen en richtte een meisjeskostschool op, die later verhuisde naar Medford en Newton en in 1809 opnieuw in Boston werd gevestigd. Susanna ging door met het schrijven van romans, toneelstukken, woordenboeken en twee geografische verhandelingen. Ook werd ze redacteur van Boston Weekly Magazine dat van 1802 tot 1805 bestond. Daarnaast moest ze steeds meer steun verlenen aan haar echtgenoot, diens buitenechtelijke zoon en twee geadopteerde dochters (William en Susanna hadden zelf geen kinderen) en de weduwe en dochters van haar sinds 1801 vermiste halfbroer Robert Haswell.
In 1822 trok Susanna zich terug van haar school en overleed twee jaar later. Ze werd in de St. Matthew's Church in Zuid-Boston begraven. Toen deze kerk in 1866 werd verwoest konden de resten van Susanna Rowson niet worden teruggevonden, waarna alle stoffelijke resten werden verplaatst naar het Mount Hope Cemeteryin Boston. Voor Susanna Rowson en haar Robert en John Montresor Haswell werd later een monument opgericht op de Forest Hills Cemetery in Jamaica Plain.

## Werken

### Fictie
- Victoria (1786)
- The Inquisitor (1788)
- Mary, or, The Test of Honour (1789)
- Charlotte: a Tale of Truth (1790; hernoemd tot Charlotte Temple na de 3e Amerikaanse editie van 1797)
- Mentoria (1791)
- Rebecca, or, The Fille de Chambre (1792)
- Trials of the Human Heart (1795)
- Reuben and Rachel (1798)
- Sarah (1813)
- Charlotte's Daughter, or, The Three Orphans (een vervolg op Charlotte's Temple dat postuum werd gepubliceerd in 1828, met een gedenkschrfit van Samuel L. Knapp. Ook bekend als Lucy Temple)

### Toneelspelen
- Slaves of Algiers; or, A Struggle for Freedom (1794)
- The Female Patriot (1795)
- The Volunteers (1795)
- Americans in England (1796; hernoemd tot Columbian Daughters voor de uitgave van 1800)
- The American Tar (1796)
- Hearts of Oak (1811)

### Gedichten
- Poems of Various Subjects (1788)
- A Trip to Parnassus (1788)
- The Standard of Liberty (1795)
- Miscellaneous Poems (1811)

### Overig
- An Abridgement of Universal Geography (1805)
- A Spelling Dictionary (1807)
- A Present for Young Ladies (1811)
- Youth's first Step in Geography (1811)
- Biblical Dialogues Between a Father and His Family (1822)
- Exercises in History, Chronology, and Biography, in Question and Answer (1822)